# GOES 8
El GOES 8, conegut com a GOES-I abans d'entrar en servei, va ser un satèl·lit meteorològic operat per la National Oceanic and Atmospheric Administration dels Estats Units com a part del sistema Geostationary Operational Environmental Satellite. Va ser llançat en el 1994, i va funcionar fins al 2004, quan va ser retirat i va ser elevat a una òrbita cementiri. En el llançament, el satèl·lit tenia una massa de 2.105 kg, i una vida útil prevista de funcionament de tres o cinc anys. Va ser construït per Space Systems/Loral, basat en el model de satèl·lit LS-1300, i va ser el primer dels cinc satèl·lits de la sèrie GOES-I en ser llançat.
El GOES 8 també va ser presentat en la pel·lícula Twister, de 1996.

## Llançament
El GOES-I va ser llançat des d'un coet Atlas I de Martin Marietta, enlairant-se des del Launch Complex 36B al Cape Canaveral Air Force Station. El llançament es va produir a les 06:04 GMT del 13 d'abril de 1994, i es va col·locar el satèl·lit en una òrbita de transferència geosíncrona. Es va elevar llavors en una òrbita geoestacionària per mitjà d'un motor d'apogeu R-4D-11. Durant la cremada del primer motor d'apogeu, una temperatura inusualment alta va ser detectada en una de les brides en el qual hi havia muntada una hèlix, no obstant això en una anàlisi posterior, basat en els satèl·lits que utilitzen sistemes similars propulsors, va demostrar que encara era acceptable. Durant la cremada del tercer, un mal funcionament de l'ordinador que controla el sistema de control d'altitud va causar que diversos propulsors de maniobra s'encenguessin. Això va donar lloc a la cremada s'avortat.
El GOES 8 es va plantejar eventualment que estigués en l'òrbita correcta, i va ser col·locat a una longitud de 75° Oest. Després de les proves en òrbita, es va activar com a satèl·lit GOES-EAST, permetent el GOES 7, que havia estat prèviament cobrint dues posicions, a assumir operacions GOES-WEST.

## Operacions

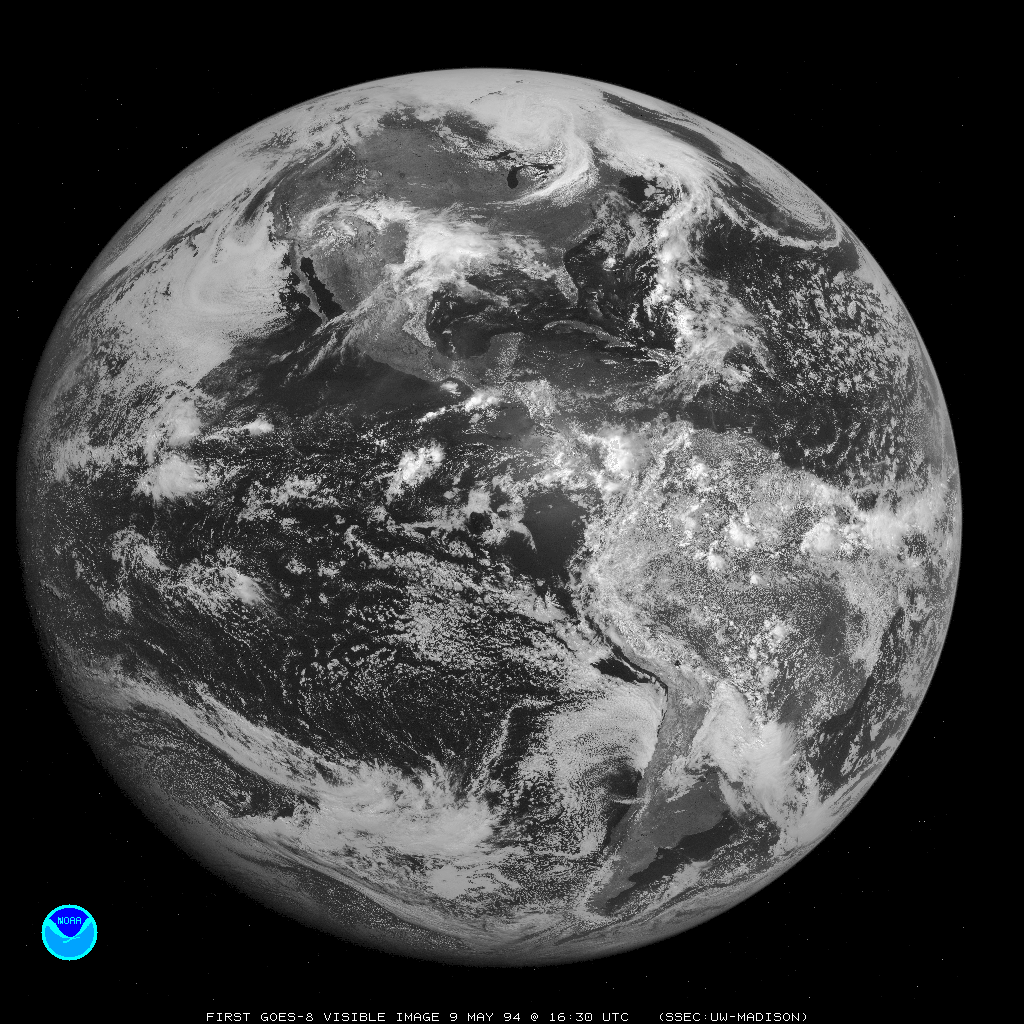
La primera imatge retornada per la GOES 8

El GOES 8 va patir una fallada en el disseny de les bobines del motor en la seva càmera i la sonda, amb un dels dos jocs avariant-se en uns pocs anys després de la seva entrada en funcionament. Si l'altre joc hagués fallat, hauria fet que el sistema fos inoperable. Aquesta error també es va produir amb el satèl·lit GOES 9, que va ser llançat en el 1995. Es va corregir abans que el GOES 10 fos llançat. En el 1997, una de les rodes impulsadores va fallar, no obstant això, a diferència del GOES 9, l'altra roda no es va veure afectada, i el satèl·lit va ser capaç de continuar amb les operacions.
El GOES 8 es va retirar de les operacions de GOES-EAST en el 2003, quan va ser substituït pel GOES 12. Arran d'això, es va mantenir en emmagatzematge durant un any com a recanvi, abans de ser elevat a una òrbita cementiri entre el 4 i 5 de maig de 2004.